# Hořovice
Hořovice (API : ˈɦor̝ovɪtsɛ ; en allemand : Horschowitz ou Horowitz) est une ville du district de Beroun, dans la région de Bohême-Centrale, en République tchèque. Sa population s'élevait à 7 842 habitants en 2024.

## Géographie
Hořovice se trouve à 19 km au nord-ouest de Příbram, à 20 km au sud-ouest de Beroun et à 47 km au sud-ouest de Prague.

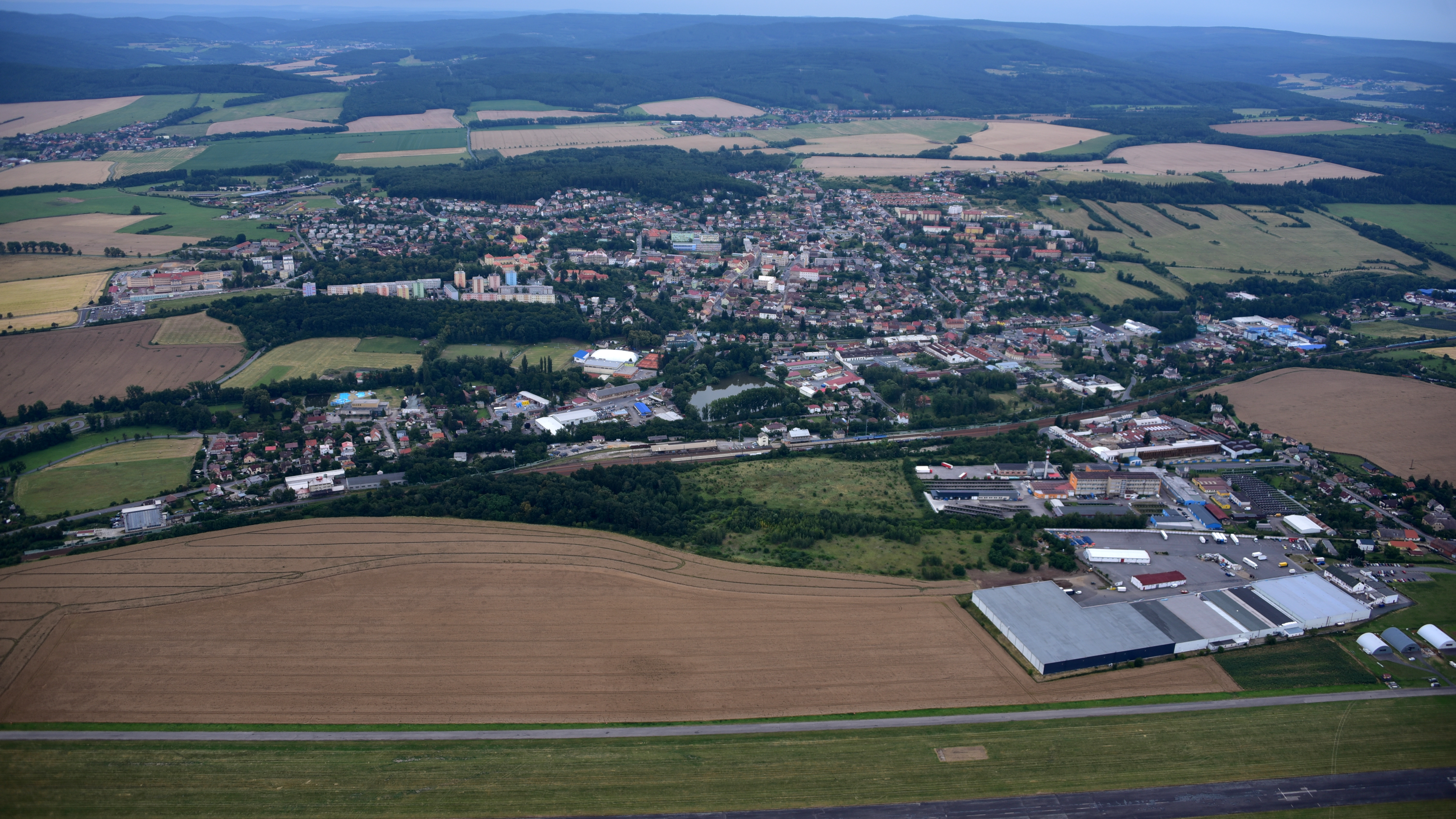
Vue aérienne de Hořovice.

La commune est limitée par Tlustice au nord, par Kotopeky au nord-est, par Rpety au sud-est, par Podluhy au sud, et par Hvozdec et Osek à l'ouest.

## Histoire
La première mention écrite de la localité date de 1233.
Jusqu'en 1918, la ville de Horzowitz (puis en bilingue Hořovice - Horowitz) faisait partie de l'empire d'Autriche, puis d'Autriche-Hongrie (Cisleithanie après le compromis de 1867), chef-lieu du district de même nom, l'un des 94 Bezirkshauptmannschaften en Bohême.

## Patrimoine
- Château d'Hořovice

## Personnalités
- Josel de Rosheim (1480-1554), avocat des Juifs allemands et polonais, a vécu dans la ville de Hořovice
- Dominik Zafouk (1795- 1878), sculpteur
- Josef Labor (1842-1924), musicien
- Otto Hönigschmid (1878-1945), chimiste
- Alfred Seifert (1850-1901), peintre
- Jiří Fischer (né en 1980), joueur de hockey sur glace

## Transports
Par la route, Hořovice se trouve à 5 km de Žebrák, à 22 km de Beroun, à 23 km de Příbram et à 55 km du centre de Prague.